# Ion Ochinciuc
Ion Ochinciuc (n. 21 august 1927, Sculeni, județul Iași – d. 4 octombrie 2016, București) a fost un prozator și dramaturg român.
A scris romane polițiste și dramaturgie. A lucrat mai bine de 20 de ani în Radio.
Membru titular în Uniunea Scriitorilor din România începând din anul 1970.

## Biografie
Fiul lui Constantin și Olimpia Ochinciuc, s-a născut în data de 21 august 1927 în comuna Sculeni Târg, plasa Copou, județul Iași (actualul Punct vamal Sculeni-Sculeni, prin care se face trecerea peste Prut).
Școala primară o face în satul natal. Se refugiază în Iași după cedarea Basarabiei unde începe studiile secundare la Liceul Internat Costache Negruzzi (actualul Colegiul "Costache Negruzzi" din Iași), apoi își continuă studiile la Liceul Gheorghe Lazăr din București, absolvind în 1946. După ce frecventează 2 ani cursurile Facultății de Construcții din Iași, urmează Facultatea de Litere a Universității București | Facultatea de Filologie din București luându-și licența în 1953. 
A cunoscut oameni renumiți printre care putem aminti: George Călinescu, Tudor Vianu, C.A. Rosetti, Iorgu Iordan, Alexandru Graur și alte somități ale literaturii și filosofiei românești.
Lucrează ca documentarist la Consiliul general ARLUS între anii 1950-1952, ca redactor la „Veac nou" între anii 1952-1955, este șef de secție la redacția “Publicațiilor românești pentru străinătate”  între anii 1956-1967 și ulterior ca șef de secție la  Radio unde din 1 mai 1967 și până în noiembrie 1987 realizează emisiunea magazin duminicală „De toate pentru toți”. 
A mai coordonat și realizat emisiunea „Radiomagazinul femeilor”.
La 22 decembrie 1980 a avut loc la cinematograful Scala din București premiera filmului Cântec pentru fiul meu: Scenariul - Mihai Opriș și Constantin Dicu; Regia Constantin Dicu, inspirat din romanul Îngerul negru de Ion Ochinciuc.
La 4 octombrie 2016 maestrul Ion Ochinciuc s-a stins din viață la București.

## Debut
A debutat în domeniul jurnalistic în anul 1952, la „Veac nou" cu reportaje, în domeniul literaturii a debutat cu piesa de teatru "Stânca Miresei" în anul 1960, la Teatrul Armatei (azi Teatrul "C.I. Nottara"), iar prima carte, romanul polițist “Răzbunarea Ofeliei” ia fost publicat în anul 1967.

## Opere
Ion Ochinciuc s-a consacrat aproape în mod integral prozei polițiste și de aventuri. 
”"Moldovean” sută la sută prin harul povestirii, prin cultul anecdotei “care primează”, autorul […] are voluptatea rezumării unei situații printr-o vorbă de duh, a sa ori a altcuiva, reținute cu voluptatea colecționarului rafinat. […] Dl. Ochinciuc are condei ușor, scrie sprințar și cărțile sale se citesc pe nerăsuflate. Este un observator atent al lumii prin care a trecut, are o memorie capabilă să reconstituie din câteva detalii o întreagă atmosferă și este iubitor al “comediei umane” în nesecata ei inventivitate. Ca și Creangă, arhetipul povestitorilor moldoveni, se ferește de teoretizări și „meditații”, îi place să observe faptele și zicerile oamenilor. E dramaturg prin vocație, îi place spectacolul lumii„”.

### Romane (în ordine cronologică)
- Răzbunarea Ofeliei (Editura Tineretului, 1967)
- Îngerul Negru (Editura Tineretului, 1969)
- Masca Burgundă (Editura Militară, 1971)
- Egreta Violetă (Editura Albatros, 1972)
- Nopțile Colonelului Bârsan (Editura Eminescu, 1973)
- O Noapte În „Venus” (Editura Militară, 1974)
- Acasă Fugarule! (Editura Albatros, 1975)
- Spada de Toledo (Editura Militară, 1976)
- Eroul Necunoscut (Editura Militară, 1977)
- Fotografia de Nuntă (Editura Militară, 1981)
- Norocul Era Șchiop (Editura Eminescu, 1983)
- Capcana Din Bulevardul Primăverii (Editura Scripta, 1994)
- Secrete În Alb Și Negru (București, Editura Tracus Arte, 2011, ISBN 978-606-8126-65-4)
- Cãlugãrița (În umbra unei femei) (București, Editura Tracus Arte, 2014, ISBN 978-606-664-233-0)
- Ispititoarele capcane (București, Editura Tracus Arte, 2016, ISBN 9786066646338)

### Memoralistică
- Jurnal Anapoda - Volumul I (București,Editura Tracus Arte,2012, ISBN 978-606-8361-48-2)
- Viata ca anecdotă - Jurnal anapoda Volumul II (București, Editura Tracus Arte, 2013, ISBN 978-606-664-116-6)
- Cine râde la urmă? Oameni si intamplari  - Jurnal anapoda Volumul III (București, Editura Tracus Arte, 2015, ISBN 978-606-664-539-3)

### Povestiri
- Noaptea Moțoganei, special pentru un volum de povestiri publicată de Editura Militară curând după inundațiile catastrofale din 1970. Cartea a avut un tiraj de 500.000 de exemplare iar banii din vânzarea ei au mers în ajutorul sinistraților.
- Umbra Zburătoare, publicată în Almanahul literar al “Gazetei literare” („România literară” de azi) săptămânal al Uniunii Scriitorilor în anul 1984.

### Lucrări dramatice
Stânca Miresei, dramă romantică în trei acte, jucată la Teatrul Armatei (azi Teatrul C.I. Nottara) din București, stagiunea 1959-1960. Regizor: Ion Sahighian. Scenografia: Constantin Piliuță. Textul operei a fost viciat grosolan de cenzura proletculturistă a vremii încât autorul s-a văzut nevoit să folosească un pseudonim, Ion Dragomir.
O navă pentru cer senin, piesă de teatru pentru copii gen “Peter Pan”, jucată la Teatrul pentru copii și tineret (azi Teatrul “Luceafărul”) din Iași, stagiunile 1975-1976-1977. Regizor: Constantin Brehnescu. Muzica: Sabin Pautza. Versuri: Ana Mâșlea.
Acțiunea Codalbul (titlul inițial “Eroii unde se ascund când plâng?”), dramă istorică în trei acte, jucată la Teatrul “Ion Creangă” din București, stagiunea 1976-1977. (Se împlinea un veac de la Războiul de Indepență al României). Regizor: Ianis Veakis. Scenografia: Elena Pătrașcanu.
Bumerang la purtător, comedie difuzată la Radiodifuziunea Română, în emisiunea “Teatru la microfon”, în anul 1981.
Aventurile lui Leonardo, suită de scenete S.F. difuzată pe Programul 1 al Radiodifuziunii Române în cursul anului 1982.
A publicat trilogia de teatru intitulată Bastardul la Editura “Tracus Arte”, București în anul 2008, ISBN 978-973-88816-1-7, ce cuprinde drama “Bastardul” în trei acte (9 tablouri), parabola dramatică “Un vis destrămat”, o dramă-fantezie în trei acte (12 tablouri) și comedia romantică “Vila destinului” în trei acte (II tablouri).

## Premii și distincții
A primit "Trofeul micului cititor" acordat ex eqo cu Mircea Sântimbreanu de către cititorii Bibliotecii Municipale pentru Copii din București.
A luat premiul al II lea la Concursul organizat de Romanian Crime Writers Club – prima asociație a scriitorilor de romane polițiste din România, împreună cu Trustul de presă - Publicațiile Flacăra, în anul 2010 la Târgul de Carte Gaudeamus.
Romanul Călugărița (În umbra unei femei) a luat premiul al doilea la concursul organizat de Editura “Flacăra” în anul 2010.